# Jordan River (Thomson River)
Der Jordan River ist ein Fluss in Gippsland im australischen Bundesstaat Victoria.

## Verlauf
Er entspringt bei der Siedlung The Springs in einer Höhe von 1170 m. Der Fluss fließt nach Südosten und mündet nach 22,3 km auf 441 m von Norden in den Thomson-Stausee, durch den der Thomson River fließt.
Etwa 12 km unterhalb der Quelle liegt die Kleinstadt Jericho am Fluss.